# Aneta Kajzer
Aneta Kajzer (* 1989 in Katowice, Polen) ist eine deutsche Künstlerin.

## Werdegang
Kajzer wuchs in Würzburg auf und studierte von 2008 bis 2010 Kunstgeschichte und Europäische Ethnologie an der Universität Würzburg. Von 2011 bis 2017 studierte sie Bildende Kunst bei Anne Berning und Shannon Bool an der Kunsthochschule Mainz. Sie lebt und arbeitet in Berlin.

## Werk
Aneta Kajzer verbindet in ihrer farbintensiven Malerei abstrakte und halbabstrakte Elemente, die in der Natur angesiedelt sind. Oft sind die Kompositionen mit kleinen Punkten und Strichen versetzt, die auf die Augen und den Mund verschiedener Wesen schließen lassen. Die dargestellten Figuren entstehen spontan während des Malvorgangs und haben oft einen melancholischen, nachdenklichen oder flüchtigen Charakter und sind Grundlage für weit reichende Assoziationsketten. In ihrem Werk wird das Niedliche dem Grotesken, Abstoßenden und Beängstigenden sowie dem Lustigen und Lächerlichen gegenübergestellt. Diese Gegensätze haben ihren Ursprung in Aneta Kajzers früher Faszination für polnische Märchen, Comics und Zeichentrickfilme, die sie bereits in ihrer Jugend abzeichnete.
Ihre Bilder entstehen auf dem Boden liegend und werden nass gemalt. Als Malmittel verwendet sie Ölfarbe, Acrylfarbe oder Gouache. Als Bildträger wählt sie Leinwand, vereinzelt entstehen auch Arbeiten auf Papier. Stark aufgelöste Formen, die durch den Einsatz von Farbe und Verdünnungsmittel verschiedene Annäherungs- und Vermischungsprozesse verhandeln, bilden einen Schwerpunkt ihrer Malerei.
Als für sie wesentliche Positionen nennt sie Louise Bourgeois, Helen Frankenthaler, Maria Lassnig und Miriam Cahn. Ohne dass dies in ihren Bildern eine sichtbare Rolle spielt, versteht sich Aneta Kajzer als feministische Künstlerin. Bereits während ihres Studiums an der Kunsthochschule Mainz schloss sie sich mit anderen Künstlerinnen zu Kollektiven zusammen, um sich für eine gerechte Bezahlung von Kunstschaffenden einzusetzen.
Im Jahr 2017 wurde sie mit dem Malereistipendium Winsor & Newton ausgezeichnet, das ihr einen sechsmonatigen Arbeitsaufenthalt im Künstlerhaus Bethanien in Berlin ermöglichte.
2019 wurde sie mit dem Arbeitsstipendium der Stiftung Kunstfonds ausgezeichnet und verbrachte drei Monate in Südkorea am Nationalmuseum für moderne und zeitgenössische Kunst (MMCA) in Goyang.
Breite Aufmerksamkeit erhielt sie durch ihre Teilnahme an der viel beachteten Gruppenausstellung 2019/20 „Jetzt! Junge Malerei in Deutschland“ im Kunstmuseum Bonn, im Museum Wiesbaden, in den Kunstsammlungen Chemnitz und in den Deichtorhallen Hamburg.
Als erste Malerin erhielt sie 2022 den Kallmann-Preis in der Kategorie Porträt.

## Sammlungen
Kajzers Arbeiten sind in zahlreichen öffentlichen Kunstsammlungen beheimatet, unter anderem in der Bundeskunstsammlung in Berlin, den Kunstsammlungen Chemnitz in Chemnitz, Museum Gunzenhauser in Chemnitz, im FRAC The Fonds Régional d'Art Contemporain Auvergne in Auvergne, in der Sammlung Wemhöner in Berlin, in der New Carlsberg Foundation in Kopenhagen sowie im National Museum in Gdansk in Danzig.

## Auszeichnungen
- 2017 Studio grant Labor, Kunst- und Kulturstiftung Opelvillen, Rüsselsheim am Main
- 2018 Goldrausch Künstlerinnenprojekt, Berlin
- 2019 Nationalmuseum für moderne und zeitgenössische Kunst MMCA Goyang, Stipendium des Ministeriums für Wissenschaft und Kultur des Landes Rheinland-Pfalz
- 2019 Stiftung Kunstfonds, Arbeitsstipendium, Bonn
- 2021 Marianne-Defet-Malerei-Stipendium, Nürnberg
- 2022 Kallmann-Preis 2022, Ismaning

## Ausstellungen (Auswahl)

### Einzelausstellungen
- 2017 all my beautiful faces, Kunst- und Kulturstiftung Opelvillen Rüsselsheim, Rüsselsheim/Main
- 2018 Out of Touch, curated by Carina Bukuts, Künstlerhaus Bethanien, Berlin
- 2018 Guilty Pleasure, Warte für Kunst, Kassel
- 2018 Hungry Eyes, WERK, Berlin
- 2021 Deep Blue Purple, Institut für moderne Kunst, Nürnberg
- 2021 Eine 7 wird nie rund werden, Kunstverein Recklinghausen
- 2022 Fließende Wesen, Kallmann-Museum Ismaning, München

### Gruppenausstellungen
- 2017 NEUSTART - Absolvierenden Ausstellung, Kunsthochschule Mainz
- 2017 Strangers on a Train, gemeinsame Arbeit mit der Klasse von John Skoog, Kunsthalle Mainz
- 2018 Congratulations!, Kunstverein Speyer
- 2018 Tangerine Dreams - RBMA, Funkhaus Berlin
- 2018 ARCHIPELAGO - Goldrausch 2018, Reinbeckhallen, Berlin
- 2019 Facing the Flat World, gallery MMCA Residency Goyang/Seoul
- 2019 Berlin Masters 2019, Kühlhaus Berlin
- 2019 Jetzt! Junge Malerei in Deutschland, Kunstmuseum Bonn, das Museum Wiesbaden, die Kunstsammlungen Chemnitz – Museum Gunzenhauser, Deichtorhallen Hamburg.
- 2020 Jetzt! Junge Malerei in Deutschland, Deichtorhallen Hamburg
- 2020 Marianne Werefkin-Preis 2020 - Shortlist, Haus am Kleistpark, Berlin
- 2020 KUNST AM BAU - Freiluftschau ohne Eröffnung, Rummelsburger Landstraße 15, Berlin
- 2020 Emy-Roeder-Preis 2020, Kunstverein Ludwigshafen
- 2021 Luxus und Glamour - Vom Eigensinn des Überflüssigen, Arp Museum Rolandseck
- 2021 At A Moment In Time, Kunstverein Arnsberg
- 2022 Das Eigene im Fremden - Einblicke in die Sammlung Detlev Blenk, Museum Bensheim
- 2022 Rêveries, curated by Judicaël Lavrador, Domaine Pommery, Reims
- 2022 Silent Stories - Neuerwerbungen und Schenkungen Zeitgenössische Kunst, Kunstsammlungen Chemnitz
- 2023 The Studio Talks Show, curated by Malte Bülskämper, Artco Berlin
- 2023 all my happiness, Gopea Kunstraum Burg Bentheim, Bad Bentheim
- 2023 Visages - Perspectives on Contemporary Portraiture, The Artbarn, Melbourne
- 2024 Dissonance - Platform Germany (2), Stadtgalerie Kiel